# Adolf van Nassau-Saarbrücken
Adolf van Nassau-Saarbrücken (Saarbrücken, 22 augustus 1526 - 26 november 1559) was graaf van Saarbrücken en Saarwerden. Hij stamt uit het Huis Nassau-Saarbrücken, een zijtak van de Walramse Linie van het Huis Nassau.

## Biografie
Adolf was de vierde zoon van graaf Johan Lodewijk van Nassau-Saarbrücken en Catharina van Meurs-Saarwerden, dochter van graaf Johan III van Meurs-Saarwerden en Anna van den Bergh.
In 1544 verdeelde zijn vader zijn bezittingen tussen zijn zoons. Filips verkreeg het graafschap Saarbrücken. Johan en Adolf verdeelden de rest. Johan verkreeg de heerlijkheden Ottweiler en Homburg. Adolf verkreeg onder andere de Saarbrückense delen van de heerlijkheid Kirchheim. Het graafschap Saarwerden bleef gemeenschappelijk bezit. Vader Johan Lodewijk behield een kwart van het inkomen. Na de dood van de vader op 18 juni 1545 werd op 1 augustus 1545 de verdeling van de erfenis met zijn broers bevestigd. Keizer Karel V bevestigde bij zijn doorreis in Saarbrücken op 21 maart 1546 het bezit van de rijkslenen en de erfvereniging van de broers.
Na de dood van hun broer Filips in 1554 erfden Johan en Adolf het graafschap Saarbrücken. Ook verkregen ze de van het bisdom Metz afhankelijke lenen van het huis Nassau-Saarbrücken. Johan en Adolf deelden deze bezittingen in 1556 waarbij Adolf het graafschap Saarwerden en de heerlijkheid Lahr verkreeg.
Adolf voerde, vermoedelijk in 1557, in zijn graafschap de reformatie in. Ingevoerd werden de Augsburgse Confessie en de kerkorde van Palts-Zweibrücken.
Adolf overleed op 26 november 1559, hij werd begraven te Kirchheim. Hij werd opgevolgd door zijn broer Johan.

## Huwelijk
Adolf huwde te Boppard op 28 augustus 1553 met Anastasia van Isenburg-Grenzau († Kirchheim, 26 januari 1558), dochter van graaf Hendrik van Isenburg-Grenzau en Margaretha van Wertheim. Anastasia werd begraven in de Sint-Peterskerk te Kirchheimbolanden. Het huwelijk bleef kinderloos.